# ジプシー・キングス

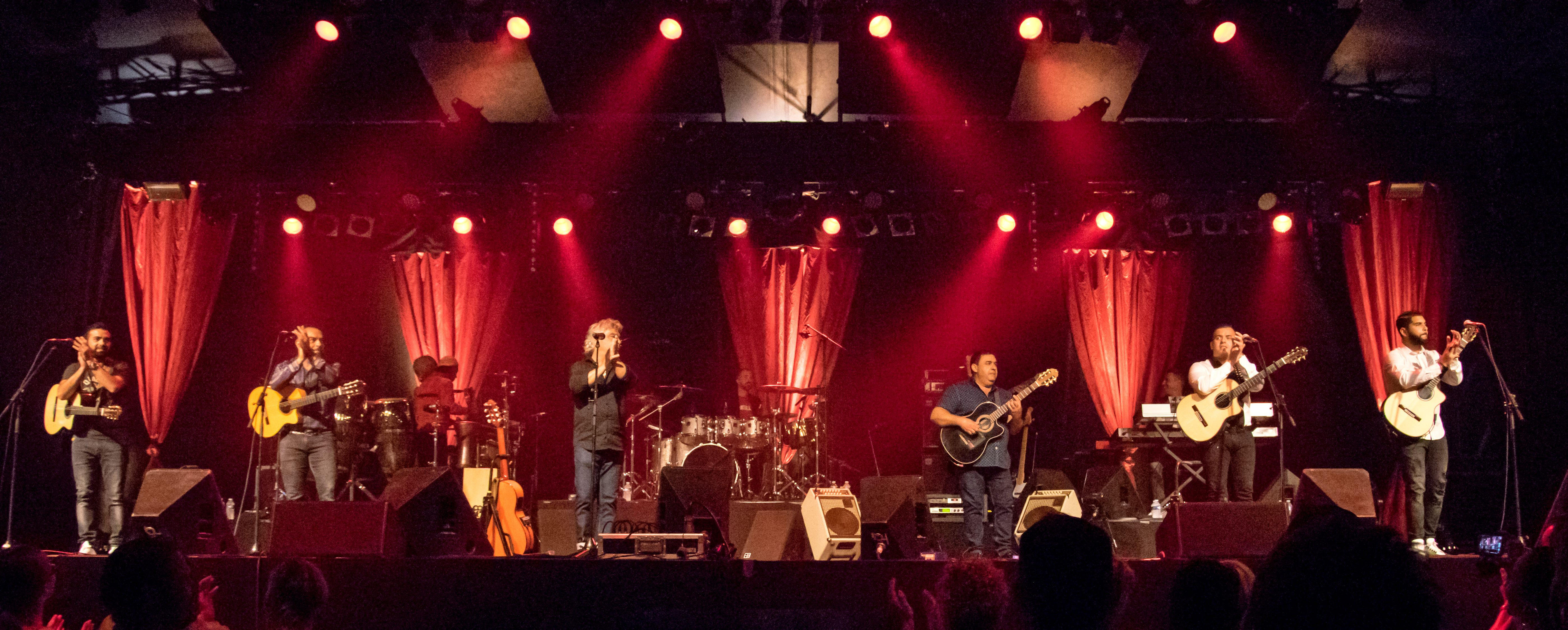
テント音楽祭2016フライブルク、ドイツ

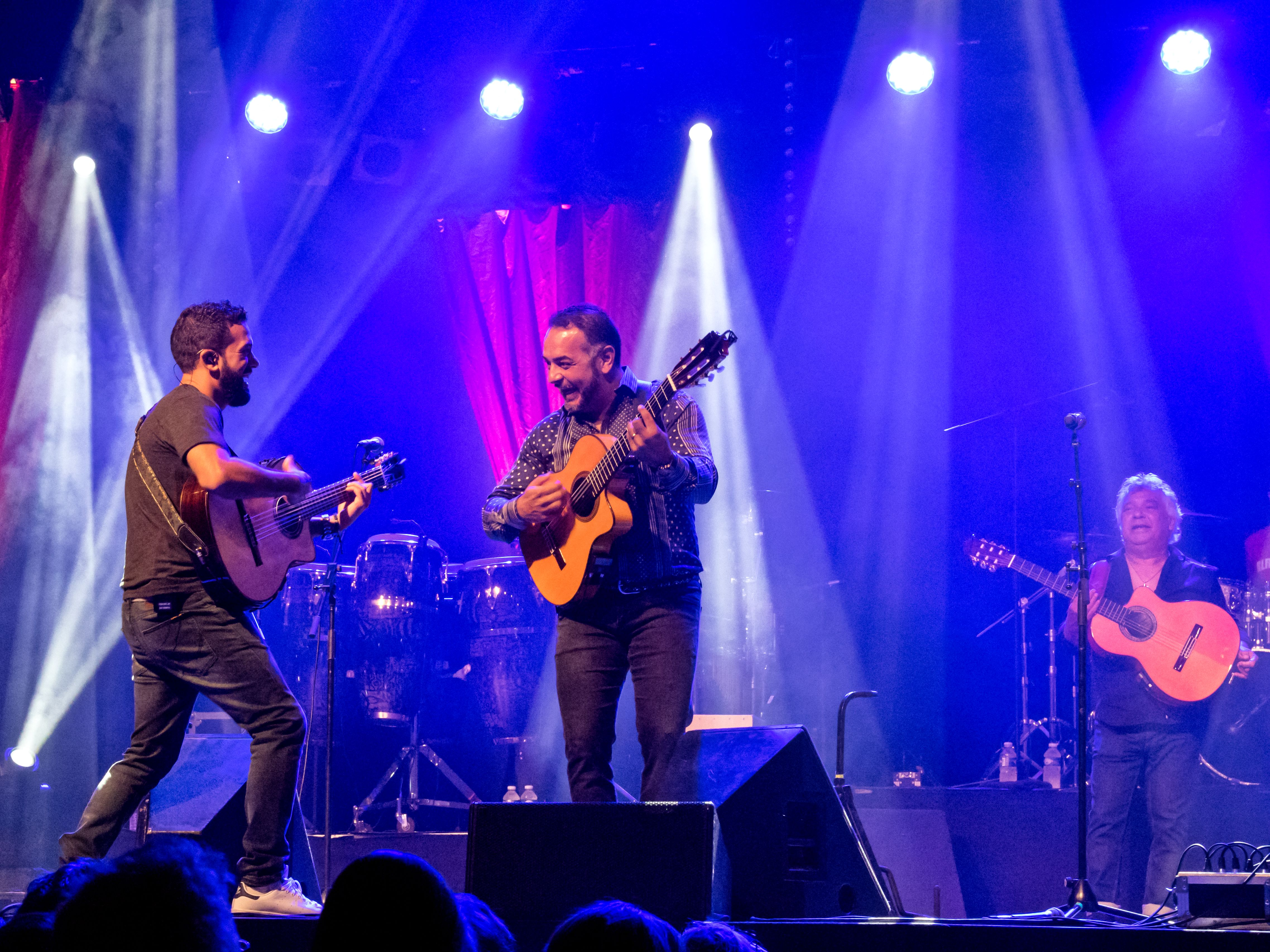

ジプシー・キングス（Gipsy Kings）は、フランス出身のフラメンコ・ギター・バンド。フラメンコに南仏系ラテン音楽の要素が入ったルンバ・フラメンカを基盤に、ポップスやロック、クロスオーバーも取り入れた演奏を得意とする。アフリカやラテンアメリカ勢と並び、1980年代以降のワールドミュージックのジャンルを担ったグループのひとつとされる。

## メンバー
- ニコラ・レイエス (Nicolas Reyes)／リードボーカル、ギター
- トニーノ・バリアルド (Tonino Baliardo)／ギター
- カヌート・レイエス (Canut Reyes)／ギター、ボーカル
- ポール・レイエス (Paul Reyes)／ギター、ボーカル
- パチャイ・レイエス (Patchai Reyes)／ギター、ボーカル
- アンドレ・レイエス (Andre Reyes)／ギター、ボーカル
- ディエゴ・バリアルド (Diego Baliardo)／ギター
- パコ・バリアルド (Paco Baliardo)／ギター

上記に加えベース、ドラム、キーボードが加わる
当初メンバーだったチコ・ブーチキー (Chico Bouchikhi／ギター、ボーカル）は、アルバム『Este Mundo』発売を前にした1992年に脱退し、チコ&ザ・ジプシーズを結成した。
2015年時点ではニコラとトニーノだけがメンバーに残っており、ツアーなどのプロモーションにおいては "The Gipsy Kings (featuring Nicolas Reyes and Tonino Baliardo)" と表記されている。また、2018年にカヌート、ポール、パチャイがチコを加えて、 "The Original Gypsies" というバンドを再結成している。

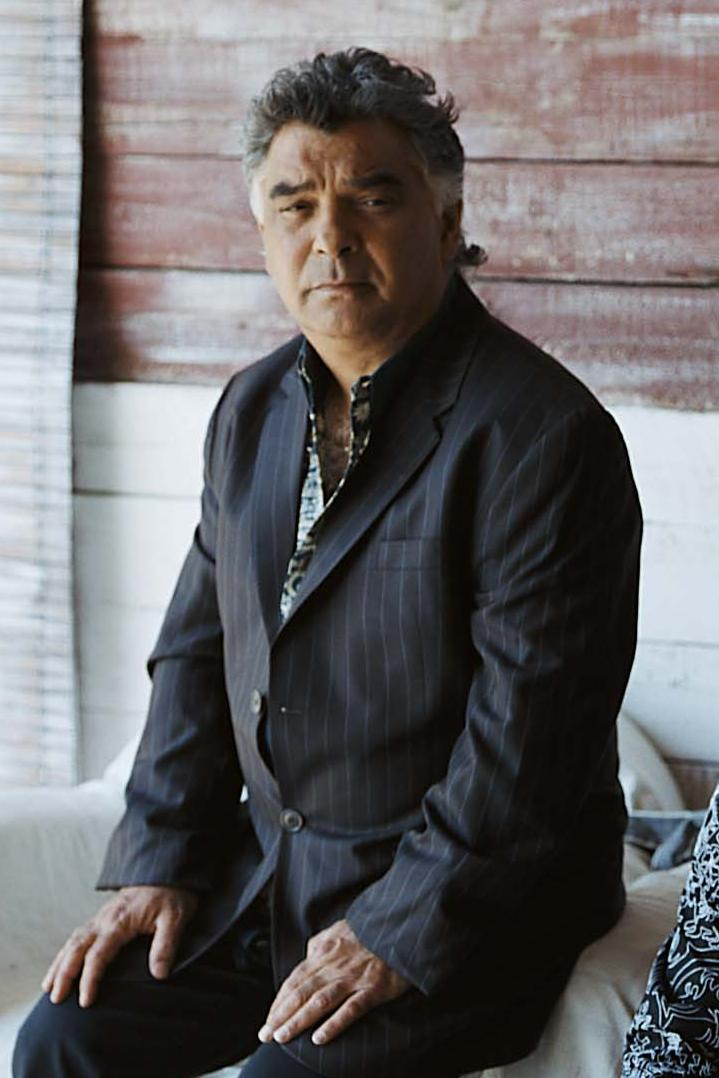
ニコラ・レイエス
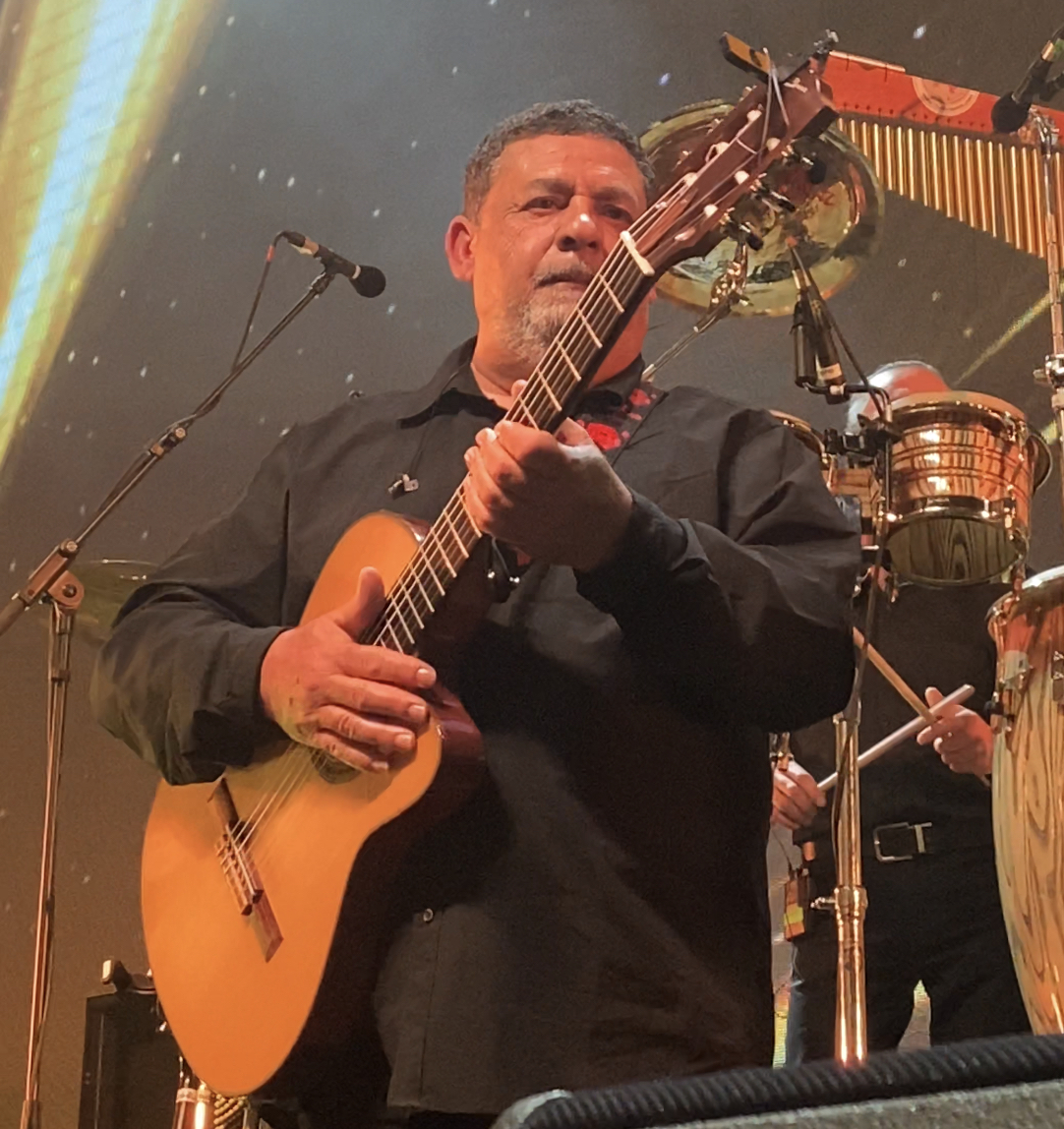
トニーノ・バリアルド
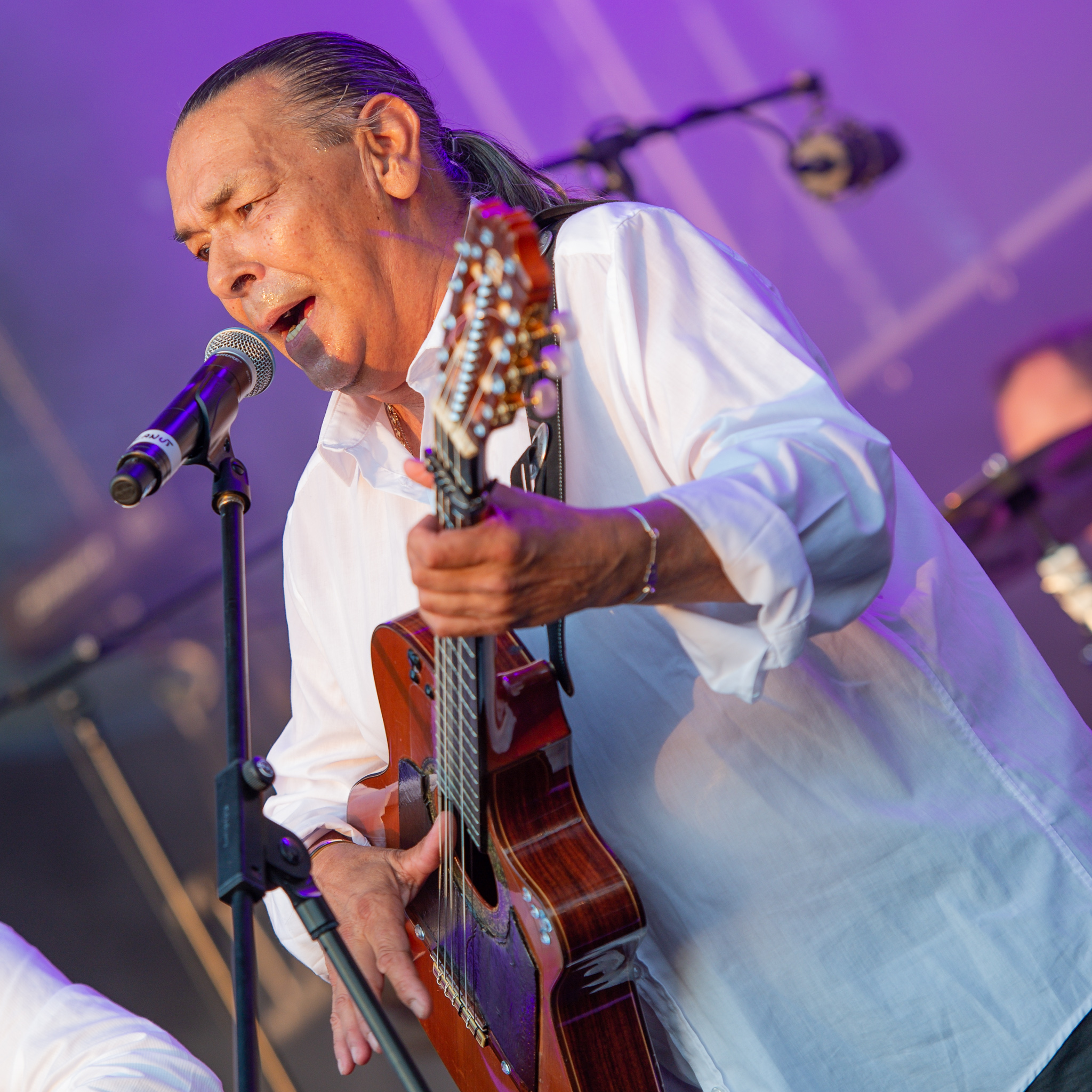
カヌート・レイエス
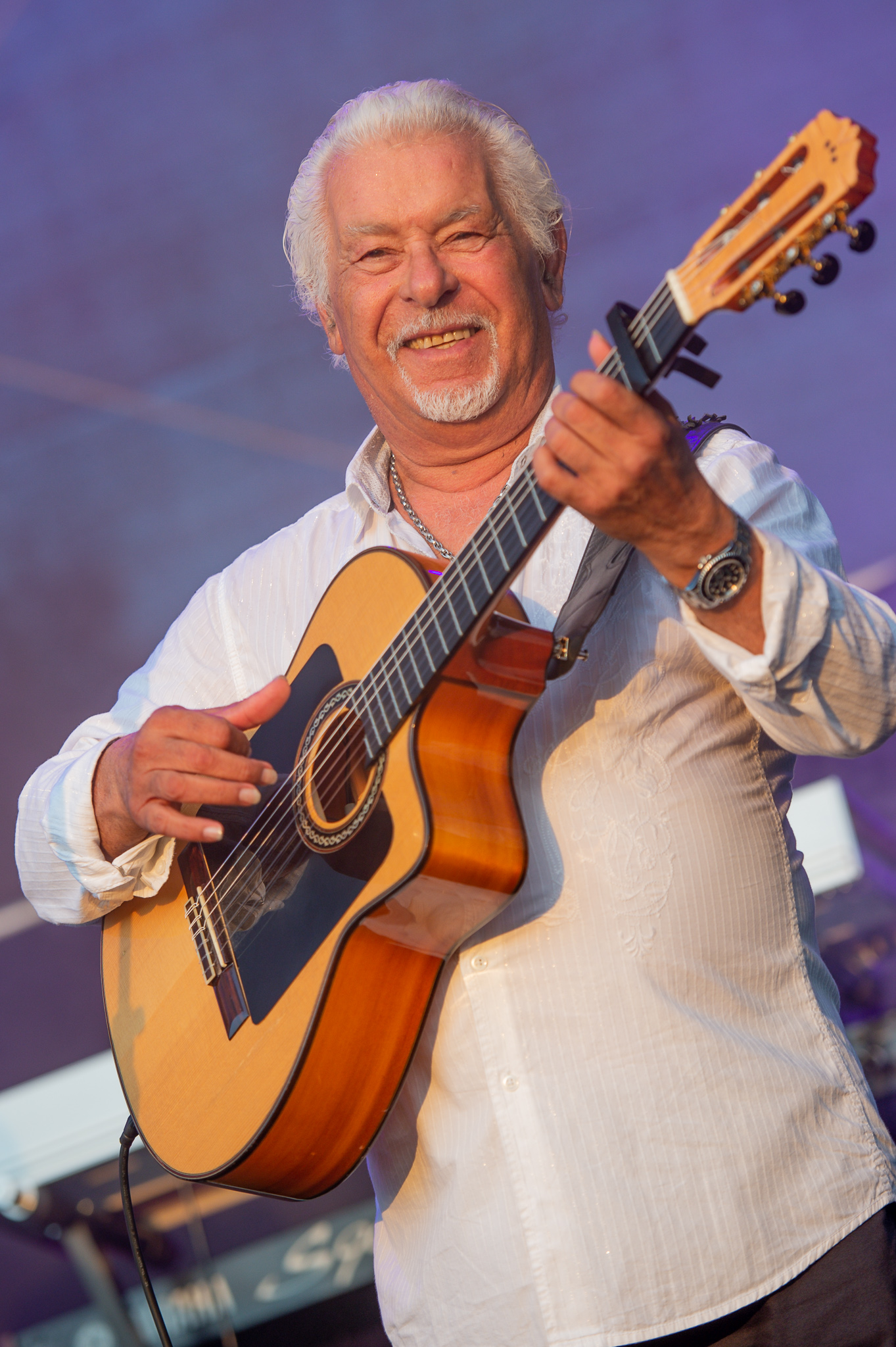
ポール・レイエス
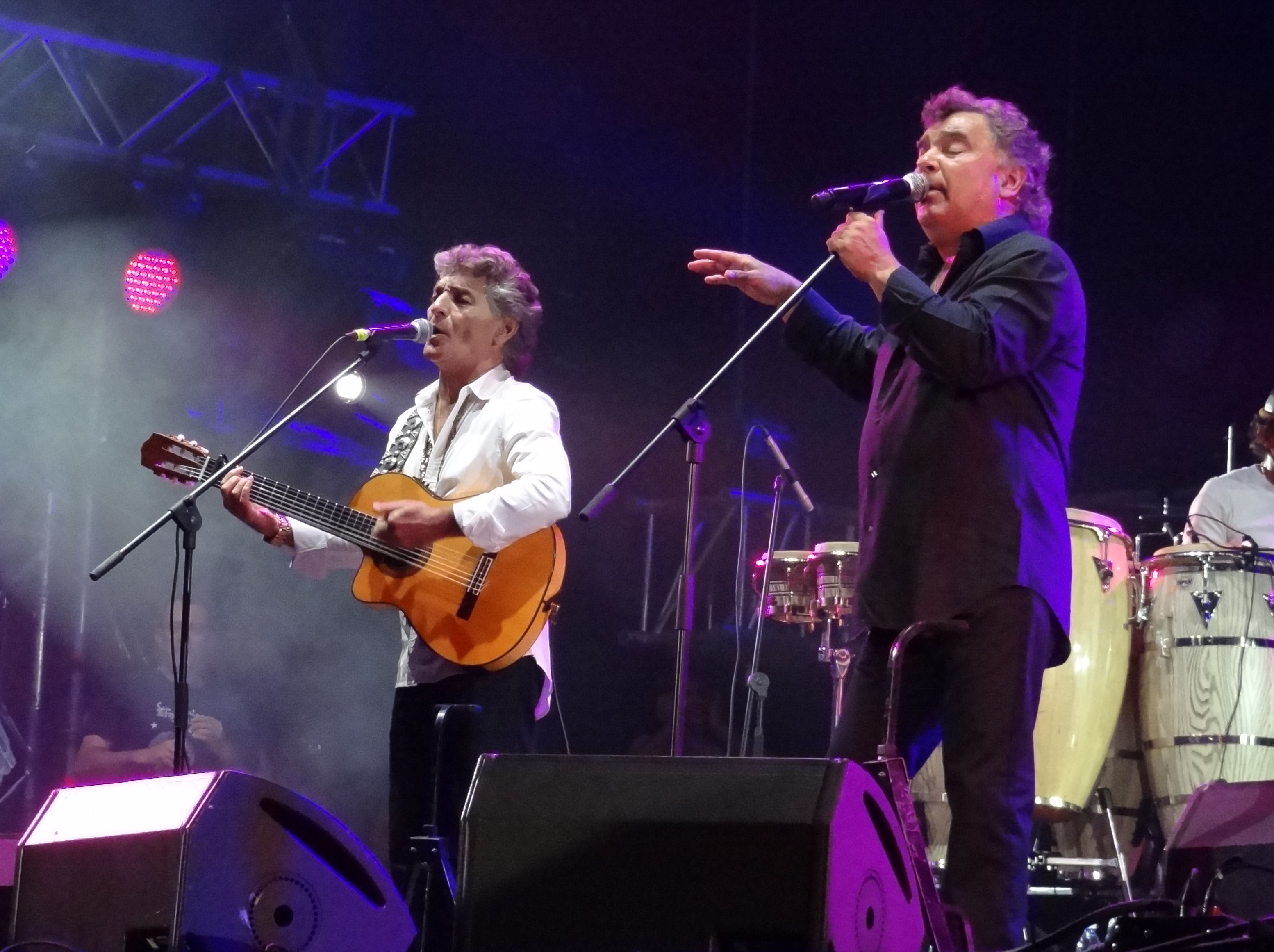
パチャイ・レイエス（左）
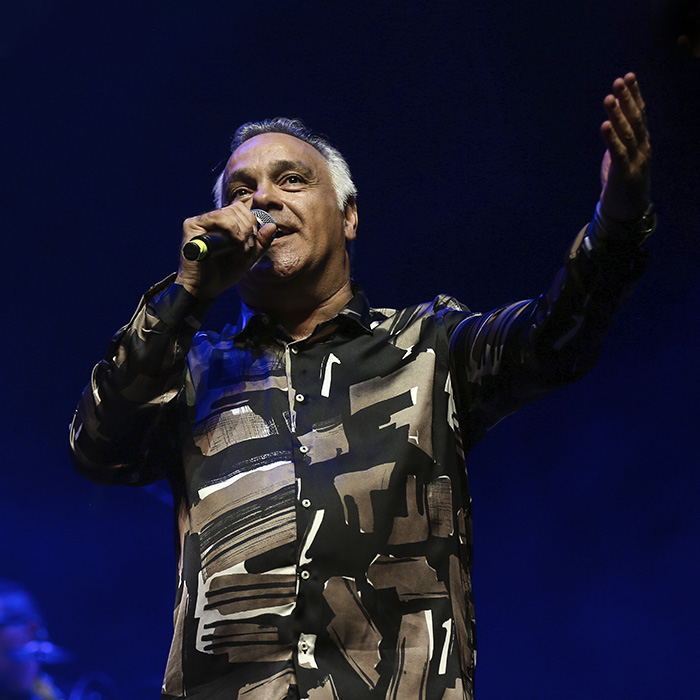
アンドレ・レイエス
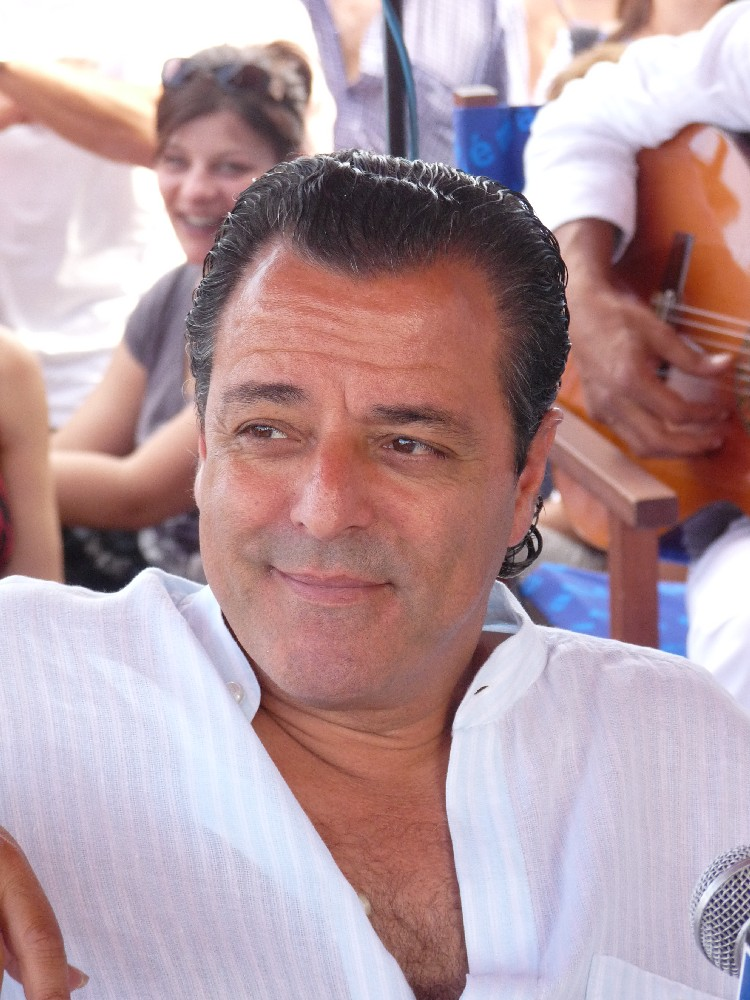
チコ・ブーチキー

## 経歴
ジプシー・キングスのメンバーは、互いに兄弟・親戚関係にあるスペイン系ロマの一家である。レイエス兄弟の父である歌手のホセ・レイエス(José Reyes)とバリアルド兄弟の父であるギタリストのマニタス・デ・プラタ（Manitas de Plata、本名はリカルド・バリアルド Ricardo Baliardo）は従兄弟同士で、またチコはホセの娘婿であった。彼らの祖父の世代がスペイン内戦を逃れてフランスへ移民したため、フランスで生まれた彼らの母語はフランス語だが、歌詞は主にスペイン語で書かれている。
ジプシー・キングスの前身は、1975年にホセがチコを含む息子達と『ホセ・レイエス&ロス・レイエス』(José Reyes y Los Reyes)というグループを組み、地元フランス南部のプロヴァンス地方で活動していたことにはじまる。1979年にホセが没した後は『ロス・レイエス』となったが、ニコラなど数名の兄弟がバリアルド兄弟を加えて新たに『ジプシーキングス』(GIPSYKINGS)というグループを立ち上げた（この時のグループ名は1単語）。『ロス・レイエス』を続けた兄弟も後に合流し、改めて『ジプシー・キングス』(Gipsy Kings)となった。このグループ名は、メンバーの名字 Reyes がスペイン語で「王」を意味する rey の複数形 reyes と同じ綴りであることに由来する。
各地で巡業しているうち、ブリジット・バルドーやチャールズ・チャップリンといった有名人が、まだメジャーデビュー前の無名だった彼らのファンになった。特に有名なエピソードとして、スイスのレストランで彼らの演奏を聞いた老人が感極まって涙したが、彼らにはその老人が誰かわからず、後になってチャップリンだったことがわかった、というものがある。この時のことをチコは「かつて世界中を泣かせた人物を俺達が泣かせたことが本当に嬉しかった」と語った。しかし、GIPSYKINGS時代に発売したアルバム『アレグリア』(Allegria)、『情熱の月』(Luna de fuego)はあまり売れなかった。
世界的に有名になったのは、1986年にクロード・マルチネス(Claude Martinez)をプロデューサーに迎えてからである。マルチネスは、ジプシー・キングスの音楽は素晴らしいが何かが足りないと思い、もともとのフラメンコを基調とした音楽に、ポップスやロックなど現代的な音楽の要素を加えた。その結果、1987年に発表した「バンボレオ」(Bamboleo)がフランス国内で大ヒットし、再販された2アルバムからも「ジョビ・ジョバ」(Djobi Djoba)が大ヒットした。クリスチャン・ラクロアのショーで使われたことや、フランソワ・ミッテランが大統領選挙で「バンボレオ」を使って若者の支持を得ようとしたことでも知られる。
1990年、フランスの音楽賞であるヴィクトワール・ドゥ・ラ・ミュジークの年間最優秀グループ賞を受賞した。

## 日本での人気
日本でも老若男女を問わず根強いファンが多く、1989年、2000年、2001年、2015年、2017年、2024年に来日公演を行っている。
テレビなどのマスメディアでもよく使用されており、以下のような例がある。
- ジョビ・ジョバ (Djobi Djoba) - 京セラ「SAMURAI」CMテーマソング（1987年）
- インスピレイション (Inspiration) - フジテレビ系時代劇『鬼平犯科帳』エンディングテーマ（1989 - 2016年）
- ニーニャ・モレーナ (Niña Morena) - 資生堂サマー・キャンペーンCMテーマソング（1989年）
- エステ・ムンド (Este Mundo) - マツダ「センティア」CMテーマソング（1994年）
- ベン、ベン、マリア (Bem, Bem, Maria) - フィリップモリス「LARK」CMテーマソング
- ボラーレ (Volare)[注 3] - キリンビール「淡麗〈生〉」CMテーマソング（1998年 - ）
- マイ・ウェイ (A Mi Manera)[注 4] - NHKドラマ『バブル』主題歌（2001年）、UCC上島珈琲「COFFEE LOVER's PLANET」CMテーマソング（2016年）

また、テレビ朝日系の深夜番組『タモリ倶楽部』で1992年に始まったコーナー「空耳アワー」では、「ベン、ベン、マリア (Bem, Bem, Maria)」が第1回の空耳アワード（1993年）に選ばれた。このことはその後発売された『ジプシー・キングス・グレイテスト・ヒッツ』や『ボラーレ! ベリー・ベスト・オブ・ジプシー・キングス』のライナーノーツでも言及された。同コーナーでは2023年（番組の放送終了）までに34作品が採用されている（またボツネタが1つ紹介された）。
これより前にも、坂崎幸之助が空耳に注目し、1989年開始の『スーパーFMマガジン・坂崎幸之助のNORU SORU』で「元祖ジョビジョバポップス」というコーナーを始めている(「Djobi Djoba」のサビの部分が「あ〜らニヤけたケロンパ」と聞こえる事から)。

## ディスコグラフィ
- 1982年
  - Allegria ※日本版未発売
- 1983年
  - Luna de Fuego ※日本版未発売

上記の2アルバムはGIPSYKINGS時代。日本では後述の「ジョビ・ジョバ ベスト・オブ・ジプシーキングス」で1枚にまとめて発売されたが、欧州版の Allegria に収録されていたうちの1曲である Recuerda だけ未収録になっている。
- 1988年
  - ジプシー・キングス(Gipsy Kings)
- 1989年
  - ベスト・リミックス(Best Remixes)
  - モザイク(Mosaique) ※北米版と欧州版でトラックリスト等が異なり、日本版は欧州版に準拠。但し、北米版にのみ収録されていた「ニーニャ・モレーナ」(Niña Morena)をボーナストラックとして収録している。
- 1991年
  - エステ・ムンド〜ジプシー・キングスの世界(Este Mundo)
- 1992年
  - ジョビ・ジョバ ベスト・オブ・ジプシーキングス(Djobi, Djoba) ※GIPSYKINGS時代に出した2枚のアルバムを1枚にまとめたもの。
  - ベスト・ライブ(Live)
- 1993年
  - ラヴ & リベルテ(Love & Liberte) ※北米版と欧州版でトラックリスト等が異なり、日本版は欧州版に準拠している。
- 1994年
  - ジプシー・キングス・グレイテスト・ヒッツ(Greatest Hits)
- 1995年
  - エストレージャス(Estrellas) ※北米版と欧州版でアルバム名と一部の収録曲が異なり、日本版は欧州版に準拠。北米版のアルバム名は Tierra Gitana。
- 1997年
  - コンパス(Compas)
- 1999年
  - ボラーレ! ベリー・ベスト・オブ・ジプシー・キングス(Volare! The Very Best of the Gipsy Kings)
- 2001年
  - ソモス・ヒターノス(Somos Gitanos)
- 2004年
  - ルーツ(Roots)
- 2005年
  - ザ・ベスト・オブ・ジプシー・キングス(The Best of the Gipsy Kings)
- 2006年
  - Pasajero ※日本版未発売
- 2013年
  - Savor Flamenco ※日本版未発売
- 2018年
  - Evidence ※日本版未発売
- 2021年
  - El Madrileno ※日本版未発売